# 北条綱高
北条 綱高（ほうじょう つなたか）は、戦国時代から安土桃山時代にかけての武将。後北条氏の家臣。父は現在の研究では高橋高種とされる、母は伊勢宗瑞（北条早雲）の養女外山豊前守の娘。高橋氏時代の初名（諱）は種政（たねまさ）、のち綱種（つなたね）とされる。

## 生涯
永正3年（1506年）4月、伊豆国雲見上ノ山城にて誕生する。
10歳の時に父の高橋高種が死去すると、外祖父の伊勢宗瑞（北条早雲）に養育された。永正16年（1519年）正月に元服し、将監太郎種政と名乗った。身の丈5尺5寸、武道に励み、多目氏に師事し、伊豆国韮山に居住したと伝わる。
大永4年（1524年）正月、江戸城を攻略の際に大道寺氏に属し、上杉朝興を河越城に敗走させ追撃し、大功を立てた。この功績と母の縁もあり、伯父の北条氏綱の猶子となって偏諱（「綱」の1字）と御家号（後北条氏）を賜り、北条常陸介綱種と名乗り、相模国玉縄城代を務めた。氏綱に見込まれただけのことはあり、扇谷上杉氏との戦いで多大な戦功を挙げる。北条氏康の時、その命により、官途名を治部少輔綱高と改める。
天文6年（1537年）、江戸城城主となる。天文3年（1534年）、扇谷上杉家臣の難波田善銀が守る武蔵国多東郡深大寺城を攻略した。その後、弟の高橋氏高と共に、深大寺城奪回に押し寄せた難波田率いる扇谷上杉軍と対峙した。この時に武蔵野牟礼に砦を築く。その間に北条氏綱が河越城へ進軍したため、難波田勢が撤退を始めると、それを追撃。多くの敵兵を討ち取り、大勝した。
天文15年（1546年）、氏康に従い、上杉朝定、古河公方足利晴氏の連合軍と河越城で戦う（河越夜戦）
弘治元年（1554年）10月に落髪し、龍山と号し、龍雲斉と名乗る。永禄7年（1564年）には第二次国府台合戦に参陣。
天正13年（1585年）10月12日江戸城にて没。享年80。
綱高は武略に優れた家中でも屈指の武将であったといわれ、北条五色備の赤備えを率いた。

## 備考
高橋高種の子とされるが、資料が少なく確定的なことは不明。上記記述に関しても、現在時点での定説を記しているものであり、今後の資料の発見や解釈によって変化する可能性がある。
赤備えの甲冑および北条鱗朱旗などは、副将であった高橋内膳綱秀（高橋兵庫重綱：大宅高橋家）所用のものが、埼玉県富士見市大應寺に納められている。見学不可。

## 参考資料
- 三鷹市史「大蔵高橋家系図」
- 富士見市大應寺「大宅高橋家系図」